# Schmalfilm

Normal-8- (links) und Super-8-Schwarz-Weiß-Film (rechts) - aus Doppel-8- bzw. Doppel-Super-8-Film durch Trennung erhalten

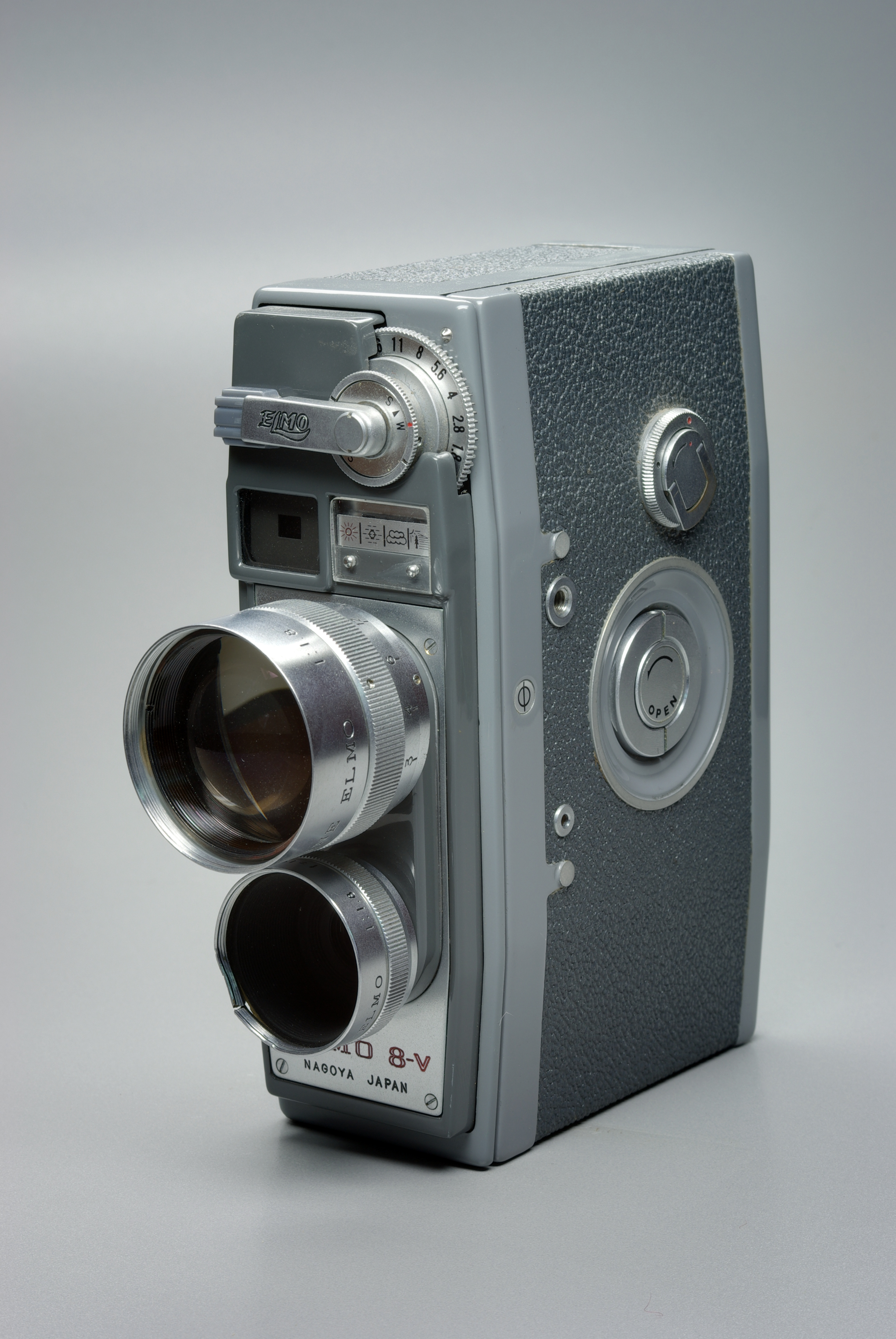
Elmo 8-mm-Kamera

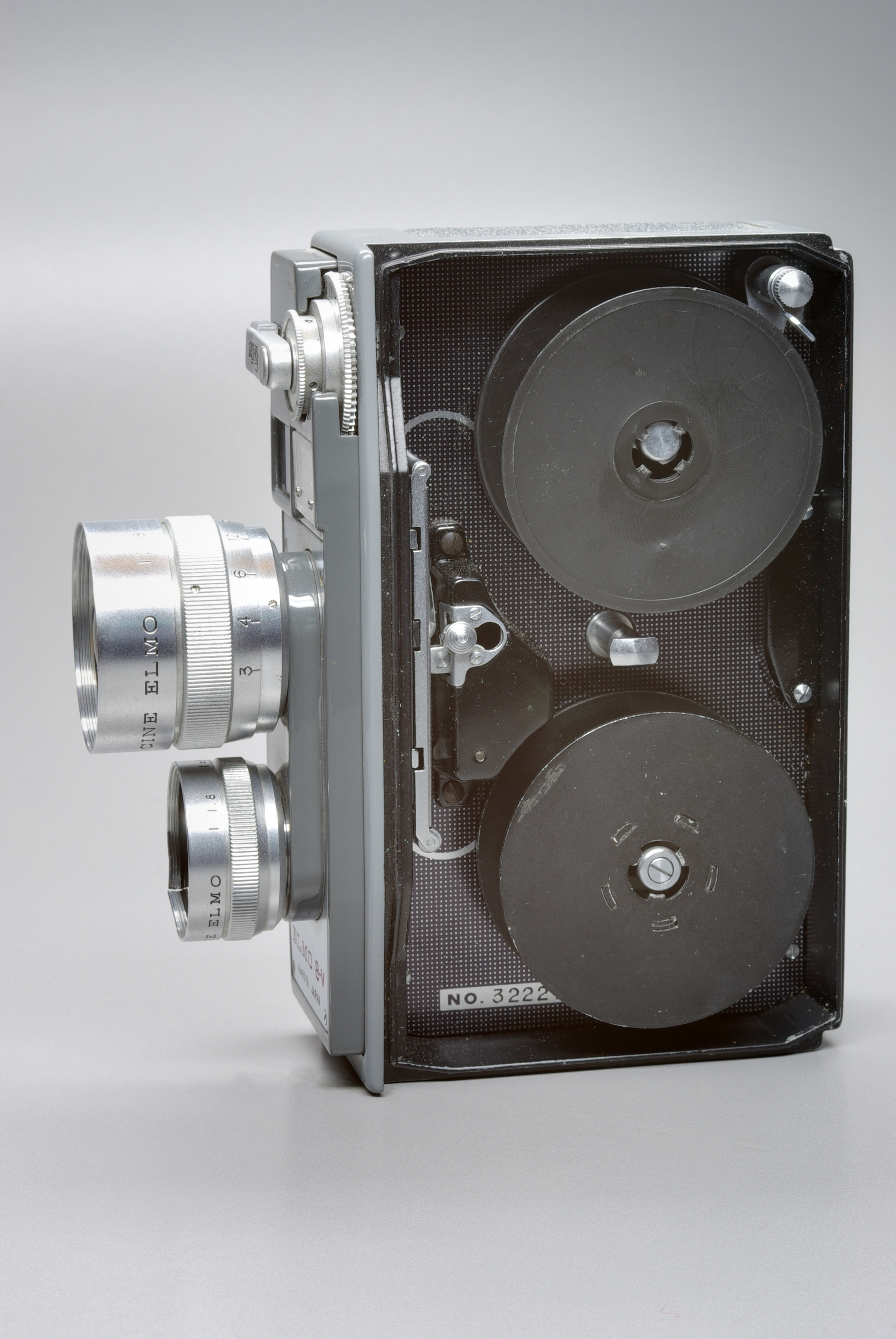
Elmo 8-mm-Kamera

Als Schmalfilm werden alle Filmformate bezeichnet, die schmaler sind als der 35 mm breite Normalfilm. Das fotografische Aufnahmematerial wird in Laufbildkameras sowie einigen Fotoapparaten mit speziellen Aufnahmeformaten verwendet.

## Formate und Konfektionierungen
Heute noch verwendete Filmformate sind:
- 9,5 mm (Pathé-Baby-Film): Breite 9,525 mm. Perforation in Filmmitte. Der 9,5-mm-Film hat die größte Materialausnutzung aller Filmformate (72 %). Weitere Vorteile: Durch den breiten Bildstrich sind unsichtbare Klebestellen möglich. Die Bildgröße und damit die Auflösung kommt dem 16-mm-Film nahe. Die Kameras sind zum Teil wesentlich handlicher als 16-mm-Geräte. 2 Magnettonspuren sind möglich. Kopien wurden zeitweilig auch mit Lichtton hergestellt. Der 9,5-mm-Film wurde durch die später eingeführten Formate 16 mm und 8 mm in den Hintergrund gedrängt und hat heute nur noch in Frankreich und England eine gewisse Verbreitung, er wird nach der französischen Firma Pathé benannt. Auf dem Markt seit Dezember 1922 in Form von käuflichen Kopien zum Pathé-Baby-Projektor. 1923 erschien die erste Pathé-Baby-Kamera zusammen mit Rohfilm.
- 16 mm: Breite ursprünglich ⅝ Zoll (15,875 mm), Grundanlage des Einzelbildes 0.3" × 0.4" [Höhe auf Breite] (7,62 × 10,16 mm). Anfänglich beidseitig perforiert, gibt es den 16-mm-Film auch mit nur einer Lochreihe. Einseitig perforierte Filme können Tonspuren voller Breite tragen. Weltweit verbreitetes semiprofessionelles Filmformat mit enormen Möglichkeiten. Vor Einführung der Videorecorder wurden Fernsehsendungen mit diesem Format archiviert, bis zur Einführung der professionellen Camcorder in den 1980er Jahren sämtliche Fernseh-Reportagen damit gedreht. Eingeführt Sommer 1923

Die Abart Super-16-Film hat ein größeres Bildfeld von 7,42 auf 12,35 mm und keine Tonspur. Es wird nur als Aufnahmeformat benutzt. Ultra-16 ist eine weitere Variante der Nutzung der Oberfläche über fast die ganze Filmbreite, vertikal jeweils zwischen die Perforationslöcher zurückgezogen.
- Doppel-8 [Double Eight, Abk. "D-8", nicht zu verwechseln mit dem Consumer Videoformat "Digital8"] (wird nach der Entwicklung zu Normal-8-Film): Breite 16 mm, beide Filmränder perforiert. Es wird zunächst eine Hälfte des Filmes belichtet, danach im Rücklauf die andere Hälfte. Der Bildstrich fällt je mit einem Perforationsloch zusammen. Nach der Entwicklung wird der Film längs in zwei 8 mm breite Streifen geschnitten (gespalten). Eingeführt 1932, ist Doppel-8 nicht kompatibel mit Doppel-Super-8, ebenso wenig wie Normal-8 mit Super-8. Zwei unterschiedlich breite Magnettonpisten können aufgebracht werden.
- Super-8 [Abk. "S-8"]: Breite 8 mm, ein Filmrand perforiert, gegenüber Normal-8 deutlich kleineres Perforationsloch. Der Bildstrich liegt je zwischen zwei Perforationslöchern. Bildfeldgröße: 5,46 × 4,01 mm [Breite × Höhe]. Zwei unterschiedlich breite Magnettonpisten können aufgebracht werden. Kopien konnten zeitweilig auch mit Lichtton hergestellt werden. Vorgestellt 1964 auf der Photokina und 1965 an der IPEX.
- Single-8: Gleiche Abmessungen wie Super-8 und nach der Entwicklung auch ohne Einschränkung kompatibel zu Super-8-Projektoren, jedoch andere Kassetten für andere Kameras und andere Filmunterlage. Das erlaubt im Gegensatz zur Super-8-Kassette Filmrücklauf bzw. Rückspulen. Außerdem ist die Filmandruckplatte Teil der Kamera. Zwei unterschiedlich breite Magnettonpisten können aufgebracht werden; seit 1965 im Handel.
- Doppel-Super-8 [international "Double-Super-8" bzw. "DS-8"]: Breite 16 mm, beide Filmränder perforiert. Wird wie der herkömmliche Doppel-8-Film verwendet, hat jedoch Super-8-Perforation. Interessante Möglichkeit wie bei Single-8, die technischen Nachteile der Super-8-Kassette zu umgehen. Seit 1966 im Handel.

Einige Schmalfilmformate, die heute nicht mehr in Gebrauch sind:
- Duplex/Monoplex: Breite 9,5 mm. Der Film lief quer durch die Kamera, musste, wie der Doppel-8-Film, nach dem Belichten einer Hälfte umgedreht werden und wurde nach dem Entwickeln gespalten. Man erhielt einen nur 4,75 mm breiten Film. Seinerzeit das wirtschaftlichste Filmformat auf dem Markt.
- Einfach-8 (Straight 8): Breite 8 mm. Um das Umlegen des zur Hälfte belichteten Films zu vermeiden, kamen in den 1930er Jahren in den USA Kameras für Einfach-8-Film auf den Markt. 1936 gab es in Deutschland von AGFA unter der Bezeichnung MOVEX eine Kassette mit 10 Metern 8-mm-Film. Beide Systeme konnten sich nicht durchsetzen. Die AGFA-Kassette bildete jedoch später das Vorbild für die technisch höher stehende Single-8-Kassette.
- 17,5 mm: Es gab mindestens vier verschiedene Filmformate mit 17,5 mm Breite. Nennenswerte Verbreitung fand dabei nur das französische „Pathé-Rural“-System. Zunächst stumm, wurden die Kopien später mit Lichtton versehen. So konnte das Kino in die kleinsten Dörfer gebracht werden. Zur Selbstaufnahme war das Format eigentlich nicht gedacht, jedoch erschien später auch eine Kamera dafür auf dem Markt.
- 28,5 mm (1⅛"): ein frühes Heimkinoformat, das in Frankreich unter dem Namen „Pathé-Kok“ und in den Vereinigten Staaten eine gewisse Verbreitung fand, 1912 erschienen

## Geschichte und Entwicklung
1889 stellte George Eastman mit der Hilfe von Henry Reichenbach transparenten Film auf Nitrozellulose-Unterlage her. 1908 produzierte Eastman-Kodak den ersten Sicherheitsfilm auf Azetatzellulose-Unterlage, Agfa 1909. Dies schuf die Voraussetzung zur schrittweisen Abschaffung der feuergefährlichen Nitrofilmträger.
1923 wurde durch Kodak der 16-mm-Umkehrfilm auf Sicherheitsunterlage eingeführt. 1932 brachte Kodak den Doppelachtfilm, der durch Teilung des 16-mm-Films entstand und für den breiten Amateurfilmmarkt erschwinglicher wurde. Das Amateurfilmen wurde weit verbreitet. Den ersten 16-mm-Umkehrfarbfilm stellte Kodak 1935 dem Markt vor, der ein Jahr später auch als Kleinbildfilm und 8-mm-Material geliefert wurde. 1964 stellte Kodak das damals neue Super-8-Programm vor und brachte es 1965 auf den Markt.
In den 1970er Jahren, im Zeitalter vor der Videotechnik, war der Schmalfilm das populärste Filmmedium, vor allem für Privatanwender, aber auch B-Movies wurden in diesem Filmformat aufgezeichnet. Zur Herstellung von Tonfilmen wurden teilweise auch extern synchronisierte Magnettonbänder verwendet, die mechanisch oder elektronisch mit dem Schmalfilmprojektor gekoppelt waren.
Zu den jüngeren Entwicklungen gehören die Bildformate Super-16 und Ultra-16.

## Überspielen auf DVD und Video
Eine Vervielfältigung von Schmalfilm war schwierig und im privaten Bereich sehr kostenaufwendig. Heute gibt es die Möglichkeit, die Schmalfilme auf Video oder DVD zu kopieren und weiterzuverarbeiten.
Das Aufzeichnen des Schmalfilms von der Leinwand mit einer Videokamera führt dabei zu keinen befriedigenden Ergebnissen, weil weder die Bildfrequenz übereinstimmt (was zu Hell-Dunkel-Schwankungen und Unschärfen führt), noch die Lichtstärke an jeder Stelle des Bildes gleich ist (was zu einer helleren Mitte und Unterbelichtungen an den Rändern führt). Professionelle Kopieranstalten benutzen, ebenso wie zum Beispiel Fernsehanstalten, Filmabtaster mit Einzelbildabtastung.
Aber auch die Ergebnisse von Kopieranstalten sind nicht immer optimal und zudem relativ teuer.
Für den Amateur, der etwas bastlerisches  Geschick hat und die erforderliche Geduld aufbringt, gibt es allerdings ein Verfahren, das sehr gute Ergebnisse liefert und zudem recht kostengünstig ist. Das ist das Verfahren der Filmdigitalisierung mittels eines guten Flachbettscanners.
Sehr gute Ergebnisse werden durch die Direktabtastung von Schmalfilmen erzielt. Hierbei werden die Filme nicht projiziert oder gescannt, sondern im Filmfenster umgebauter Projektoren aufgenommen. Dafür wird die Geschwindigkeit des Projektors modifiziert. Speziallampe mit Helligkeitsregelung und Spezial-Objektiv sind unerlässlich. Man erhält dann ein flackerfreies Video ohne Hotspot und ohne Unschärfen. Die hierfür eingesetzte Kamera muss jedoch den hohen Kontrastumfang des Schmalfilms erfassen können. Andernfalls gehen die Details in den hellen und/oder dunklen Bildsektoren verloren.